# Nuoto ai campionati mondiali di nuoto 2009 - 200 metri rana femminili
La specialità dei 200 metri rana femminili ai campionati mondiali di nuoto 2009 si è svolta al complesso natatorio del Foro Italico di Roma, in Italia.
Le qualifiche per la semifinale si sono svolte la mattina del 30 luglio 2009, mentre la semifinale si è svolta la sera dello stesso giorno. La finale si è svolta la sera del 31 luglio 2009.

## Medaglie
| Posizione | Atleta         | Paese   |
| --------- | -------------- | ------- |
|           | Nađa Higl      | Serbia  |
|           | Annamay Pierse | Canada  |
|           | Mirna Jukić    | Austria |

## Record
Prima di questa manifestazione il record del mondo (WR) e il record dei campionati (CR) erano i seguenti.
|  | 2'20"22 | Rebecca Soni Stati Uniti | 15 agosto 2008 Pechino, Cina    |
|  | 2'21"72 | Leisel Jones Australia   | 29 luglio 2005 Montréal, Canada |

Durante l'evento sono stati migliorati i seguenti record:
| Data      | Evento        | Atleta         | Nazione | Tempo   | Record |
| --------- | ------------- | -------------- | ------- | ------- | ------ |
| 30 luglio | 6ª batteria   | Annamay Pierse | Canada  | 2'21"68 |        |
| 30 luglio | 2ª semifinale | Annamay Pierse | Canada  | 2'20"12 |        |

## Risultati batterie
| Pos. | Atleta                     | Nazionalità          | Tempo   | Batteria | Corsia | Note |
| ---- | -------------------------- | -------------------- | ------- | -------- | ------ | ---- |
| 1    | Annamay Pierse             | Canada               | 2:21.68 | 6        | 4      | CR   |
| 2    | Rebecca Soni               | Stati Uniti          | 2:22.09 | 7        | 4      |      |
| 3    | Mirna Jukić                | Austria              | 2:22.10 | 7        | 5      |      |
| 4    | Nađa Higl                  | Serbia               | 2:23.19 | 4        | 7      |      |
| 5    | Nanaka Tamura              | Giappone             | 2:23.22 | 7        | 3      |      |
| 6    | Rie Kanetō                 | Giappone             | 2:23.50 | 5        | 4      |      |
| 6    | Martha Mccabe              | Canada               | 2:23.50 | 5        | 5      |      |
| 8    | Keri Hehn                  | Stati Uniti          | 2:23.60 | 7        | 6      |      |
| 9    | Ilaria Scarcella           | Italia               | 2:24.20 | 5        | 3      |      |
| 10   | Rikke Moller-Pedersen      | Danimarca            | 2:24.46 | 5        | 9      |      |
| 11   | Darae Jeong                | Corea del Sud        | 2:25.00 | 6        | 7      |      |
| 12   | Joline Hostman             | Svezia               | 2:25.15 | 7        | 2      |      |
| 13   | Caroline Ruhnau            | Germania             | 2:25.57 | 7        | 1      |      |
| 14   | Sally Foster               | Australia            | 2:26.07 | 7        | 7      |      |
| 15   | Julija Efimova             | Russia               | 2:26.18 | 6        | 3      |      |
| 16   | Sophie De Ronchi           | Francia              | 2:26.45 | 6        | 2      |      |
| 17   | Marina Garcia              | Spagna               | 2:26.69 | 5        | 2      |      |
| 18   | Chiara Boggiatto           | Italia               | 2:26.74 | 7        | 8      |      |
| 19   | Huijia Chen                | Cina                 | 2:26.82 | 3        | 4      |      |
| 20   | Ye Sun                     | Cina                 | 2:27.08 | 5        | 6      |      |
| 21   | Sarah Katsoulis            | Australia            | 2:27.32 | 5        | 7      |      |
| 22   | Sara Nordenstam            | Norvegia             | 2:27.55 | 6        | 5      |      |
| 23   | Jessica Pengelly           | Sudafrica            | 2:27.64 | 4        | 4      |      |
| 24   | Inna Kapishina             | Bielorussia          | 2:27.89 | 7        | 0      |      |
| 25   | Urte Kazakeviciute         | Lituania             | 2:28.13 | 2        | 3      |      |
| 26   | Petra Chocová              | Rep. Ceca            | 2:28.37 | 4        | 9      |      |
| 27   | Angeliki Exarchou          | Grecia               | 2:28.62 | 6        | 0      |      |
| 28   | Elise Matthysen            | Belgio               | 2:29.05 | 5        | 8      |      |
| 29   | Raminta Dvariskyte         | Lituania             | 2:29.40 | 3        | 6      |      |
| 30   | Diana Gomes                | Portogallo           | 2:29.80 | 4        | 1      |      |
| 31   | Anastasia Korotkov         | Israele              | 2:30.17 | 3        | 1      |      |
| 32   | Patrizia Humplik           | Svizzera             | 2:30.27 | 6        | 8      |      |
| 33   | Agnieszka Ostrowska        | Polonia              | 2:30.59 | 4        | 3      |      |
| 34   | Lia Dekker                 | Paesi Bassi          | 2:31.08 | 6        | 9      |      |
| 35   | Sarra Lajnef               | Tunisia              | 2:31.12 | 4        | 2      |      |
| 36   | Su Yeon Back               | Corea del Sud        | 2:31.20 | 6        | 1      |      |
| 37   | Hrafnhildur Lúthersdóttir  | Islanda              | 2:31.39 | 3        | 2      |      |
| 38   | Yekaterina Sadovnik        | Kazakistan           | 2:31.52 | 3        | 8      |      |
| 39   | Stacey Tadd                | Regno Unito          | 2:32.01 | 4        | 0      |      |
| 40   | Yi Ting Siow               | Malaysia             | 2:32.09 | 7        | 9      |      |
| 41   | Fanny Lecluyse             | Belgio               | 2:32.93 | 3        | 5      |      |
| 42   | Katheryn Meaklim           | Sudafrica            | 2:33.10 | 4        | 5      |      |
| 43   | Yuliya Banach              | Israele              | 2:33.95 | 4        | 8      |      |
| 44   | Tatiane Sakemi             | Brasile              | 2:34.11 | 4        | 6      |      |
| 45   | Valentina Artemyeva        | Russia               | 2:34.34 | 6        | 6      |      |
| 46   | Tanja Smid                 | Slovenia             | 2:37.43 | 3        | 7      |      |
| 47   | Daniela Victoria           | Venezuela            | 2:37.65 | 3        | 0      |      |
| 48   | Maxine Heard               | Zimbabwe             | 2:37.77 | 2        | 1      |      |
| 49   | Daniela Lindemeier         | Namibia              | 2:39.71 | 2        | 2      |      |
| 50   | Nibal Yamout               | Libano               | 2:43.44 | 2        | 5      |      |
| 51   | Ru'En Roanne Ho            | Singapore            | 2:43.72 | 2        | 0      |      |
| 52   | Maria Coy                  | Guatemala            | 2:44.09 | 2        | 6      |      |
| 53   | Xin Jing Cheryl Lim        | Singapore            | 2:44.33 | 3        | 9      |      |
| 54   | Selma Atic                 | Bosnia ed Erzegovina | 2:45.00 | 2        | 7      |      |
| 55   | I-Chuan Chen               | Taipei cinese        | 2:45.30 | 2        | 4      |      |
| 56   | Maria Zenoni               | Rep. Dominicana      | 2:45.57 | 2        | 9      |      |
| 57   | On Kei Lei                 | Macao                | 2:51.88 | 2        | 8      |      |
| 58   | Karen Vilorio              | Honduras             | 2:54.35 | 1        | 5      |      |
| 59   | Murugaperumal Venpa        | India                | 3:00.51 | 1        | 3      |      |
| 60   | Danielle Bernadine Findlay | Zambia               | 3:02.16 | 1        | 6      |      |
| 61   | Aqsa Tariq                 | Pakistan             | 3:16.33 | 1        | 7      |      |
| 62   | Aelia Mehdi                | Pakistan             | 3:31.32 | 1        | 1      |      |

## Risultati semifinale
| Pos. | Atleta                | Nazionalità   | Batteria | Corsia | Tempo   | Note |
| ---- | --------------------- | ------------- | -------- | ------ | ------- | ---- |
| 1    | Annamay Pierse        | Canada        | 2        | 4      | 2:20.12 | WR   |
| 2    | Rebecca Soni          | Stati Uniti   | 1        | 4      | 2:20.93 |      |
| 3    | Mirna Jukić           | Austria       | 2        | 5      | 2:22.13 |      |
| 4    | Joline Hostman        | Svezia        | 1        | 7      | 2:22.24 | NR   |
| 5    | Nađa Higl             | Serbia        | 1        | 5      | 2:22.28 |      |
| 6    | Martha Mccabe         | Canada        | 2        | 6      | 2:22.75 |      |
| 7    | Nanaka Tamura         | Giappone      | 2        | 3      | 2:22.83 |      |
| 8    | Rie Kanetō            | Giappone      | 1        | 3      | 2:22.92 |      |
| 9    | Keri Hehn             | Stati Uniti   | 1        | 6      | 2:23.20 |      |
| 10   | Ilaria Scarcella      | Italia        | 2        | 2      | 2:23.32 | NR   |
| 11   | Rikke Moller-Pedersen | Danimarca     | 1        | 2      | 2:23.34 |      |
| 12   | Darae Jeong           | Corea del Sud | 2        | 7      | 2:25.00 |      |
| 13   | Caroline Ruhnau       | Germania      | 2        | 1      | 2:25.36 |      |
| 14   | Julija Efimova        | Russia        | 2        | 8      | 2:26.39 |      |
| 15   | Sally Foster          | Australia     | 1        | 1      | 2:27.03 |      |
| 16   | Sophie De Ronchi      | Francia       | 1        | 8      | 2:28.75 |      |

## Risultati finale
| Pos. | Atleta         | Nazionalità | Corsia | Tempo   | Note |
| ---- | -------------- | ----------- | ------ | ------- | ---- |
|      | Nađa Higl      | Serbia      | 2      | 2:21.62 | ER   |
|      | Annamay Pierse | Canada      | 4      | 2:21.84 |      |
|      | Mirna Jukić    | Austria     | 3      | 2:21.97 |      |
| 4    | Rebecca Soni   | Stati Uniti | 5      | 2:22.15 |      |
| 5    | Rie Kanetō     | Giappone    | 8      | 2:23.03 |      |
| 6    | Nanaka Tamura  | Giappone    | 1      | 2:23.12 |      |
| 7    | Martha Mccabe  | Canada      | 7      | 2:23.36 |      |
| 8    | Joline Hostman | Svezia      | 6      | 2:23.62 |      |